# Уиффен, Дэниел
Дэниел Уиффен (род. 14 июля 2001, Огайо, Ирландия) — ирландский пловец, специализирующийся в плавании вольным стилем на дистанциях 800 и 1500 метров. Олимпийский чемпион 2024 года на дистанции 800 метров вольным стилем, двукратный чемпион мира 2024 года, 3-кратный чемпион Европы на короткой воде.

## Карьера
Уиффен родился в Лидсе, в Англии, и в возрасте двух лет переехал в Магералин, графство Даун. Обладая британским и ирландским гражданством, он представляет Ирландию на олимпийском, мировом и европейском уровнях, а также Северную Ирландию на Играх Содружества. 
На летних Олимпийских играх 2020 года он выступал на дистанциях 800 метров вольным стилем и 1500 метров вольным стилем. На Играх Содружества наций 2022 года он завоевал серебряную медаль для Северной Ирландии на дистанции 1500 метров вольным стилем. В декабре 2022 года Дэниел побил европейский рекорд на дистанции 800 метров вольным стилем на короткой воде, став первым ирландцем, установившим европейский рекорд в плавании.
В 2023 году он стал трёхкратным чемпионом Европы на короткой воде (25-метровый бассейн) на дистанциях 400, 800 и 1500 метров вольным стилем, первым ирландским пловцом, завоевавшим европейское золото на короткой воде. 
На чемпионате мира 2024 года в Дохе он одержал победы на дистанциях 800 и 1500 метров, став двукратным чемпионом мира.
30 июля 2024 года выиграл золото на дистанции 800 метров на Олимпийских играх в Париже. В финале Уиффен проплыл за 7:38,19, установил новый олимпийский рекорд на этой дистанции.